# وصلات أبجدية

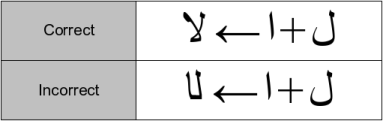
رمز "لا" (يونيكود : 0xFEFB)، حيث يوضح السطر الأول من الشكل يوضح الصياغة الصحيحة لرمز "لا" بينما السطر الثاني يوضح الصياغة الخاطئة دون استخدام الوصلات الابجدية.

الوصلات الابجدية أو الوصلات الكتابية أو التضميدات المطبعية (بالإنجليزية: Typographic ligature) وهي رمز ناتج من دمج رمزين أو أكثر أو حرفين أو أكثر لتكوين شكل موحد يعبر عن الرمزين معاً، ومثال ذلك الرمز «لا» المكون من حرفي الألف واللام «ا + ل = لا» مع انه عند كتابة الحرفين حسب قواعدها الأساسية فإن الشكل الناتج هو «لـا».
وتمثل الوصلات الأبجدية ايضاً حالات خاصة للحرف والتي تتكون حسب الحروف السابقة واللاحقة له في نفس الكلمة ولا يقتصر تعريفها على دمج رمزين فقط.

## أسباب استخدام الوصلات الأبجدية

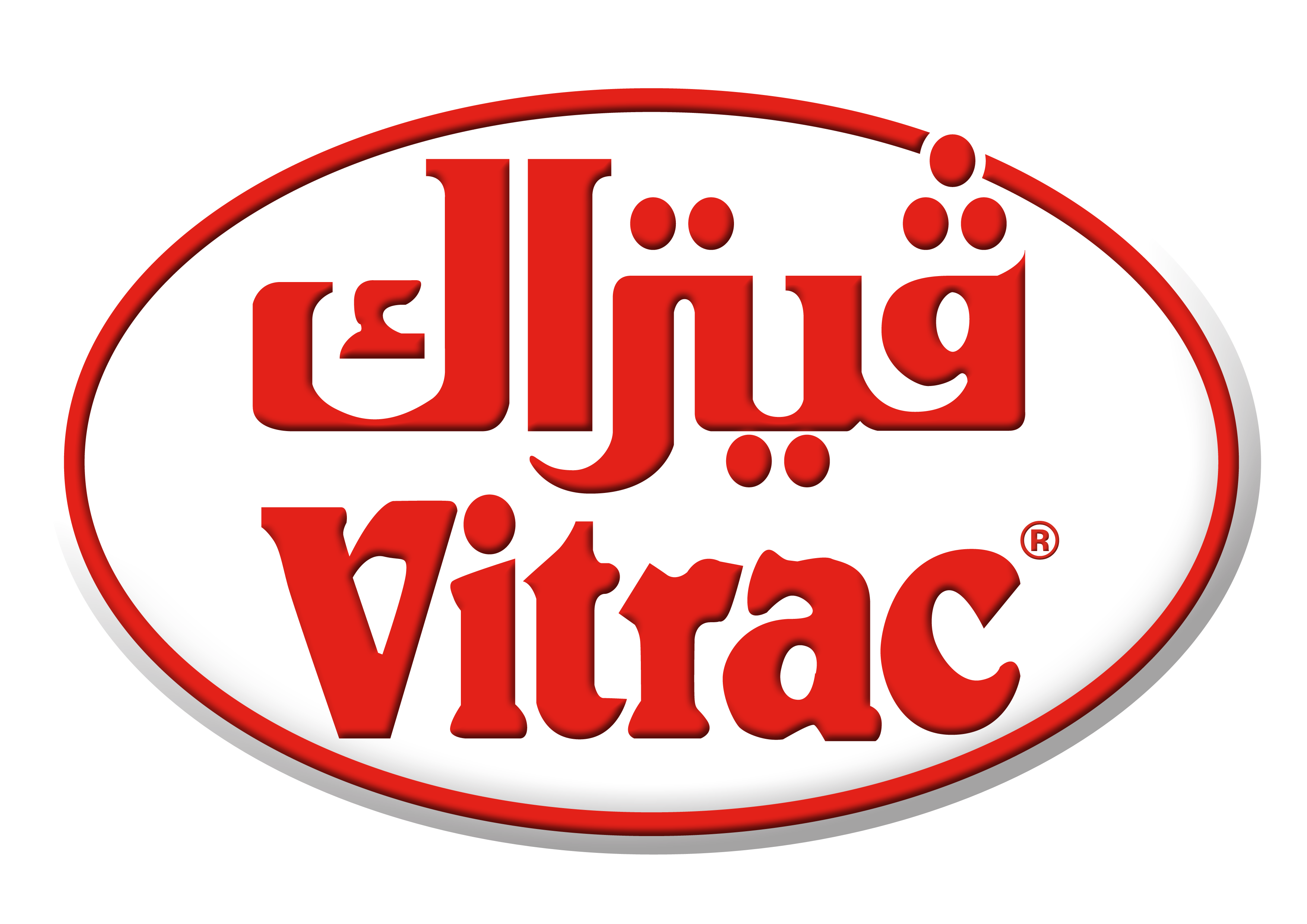
شعار فيتراك حيث ان هناك وصلة مطبعية بين حرفي التاء والراء.

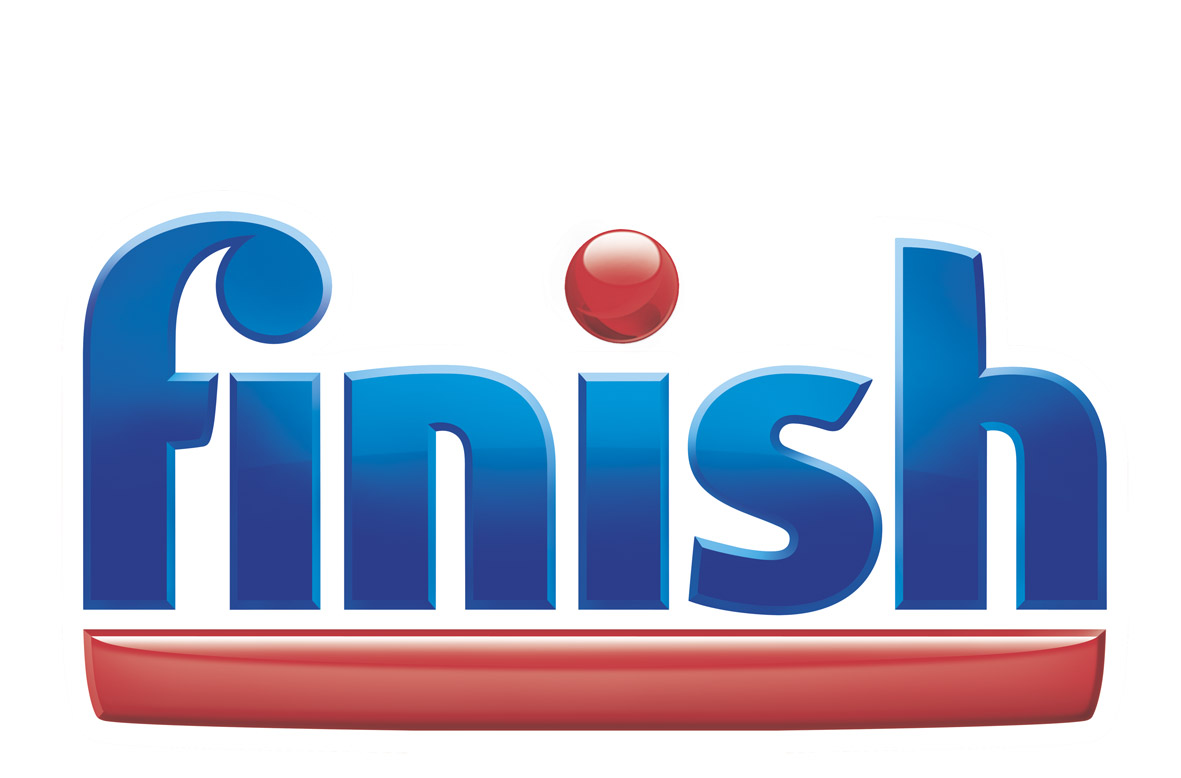
شعار finish حيث ان هناك وصلة مطبعية بين حرفي "f و i" تمتد من النهاية العلوية لِحرف f إلى نقطة حرف i وتم استخدام الوصلة الأبجدية لجعل الشعار أجمل بالإضافة إلى جعل المسافات متساوية بين الحروف.

هناك العديد من الأسباب التي دعت إلى استخدام الوصلات الأبجدية ومنها:
- تسهيل قراءة الكلمة بحيث أن هناك بعض الحروف التي إذا جاءت في كلمة واحدة فإنها تجعل قراءة الكلمة امراً صعباً.
- تجنب المشاكل الناتجة عن تداخل الحروف حيث أنه في بعض الحالات تتداخل الحروف مع بعضها بشكل غير مرغوب لذلك يتم تصريف الأمر من خلال استخدام الوصلات الأبجدية.
- توفير المساحة، حيث أنه في بعض النصوص والشعارات تدعو الحاجة إلى كتابة النص في مساحة صغيرة لذلك يتم الاعتماد على الوصلات الكتابية في توفير أكبر قدر من المساحة من خلال دمج الأجزاء المتشابهة من الرمزين في رمز واحد.
- تحسين الشكل العام للحروف حيث انه يتم استخدام الوصلات الكتابية في مختلف أنواع المخطوطات والأعمال الفنية والتصاميم وذلك لما تتركه من انطباع غير تقليدي في عين المُشاهد.